# 51 Pegasi b
51 Pegasi b, oficiálně nazývaná Dimidium, je první objevenou exoplanetou obíhající kolem hvězdy hlavní posloupnosti 51 Pegasi. Nachází se přibližně 50 světelných let od Země v souhvězdí Pegase. Objev byl oznámen v roce 1995 švýcarskými astronomy Michelem Mayorem a Didierem Quelozem a znamenal průlom ve výzkumu exoplanet.

## Charakteristika
51 Pegasi b je typickým zástupcem třídy planet známých jako horké Jupitery. Jedná se o plynnou planetu s hmotností přibližně 46 % hmotnosti Jupiteru. Obíhá velmi blízko své hvězdy, ve vzdálenosti pouhých 0,0527 AU, což odpovídá přibližně 7,9 milionu kilometrů. Její oběžná doba činí pouhých 4,23 dne. Díky této malé vzdálenosti má planeta povrchovou teplotu přibližně 1250 K, což způsobuje výrazné nafouknutí její atmosféry.
Atmosféra planety byla zkoumána spektroskopickými metodami, které odhalily stopy vody a dalších molekul, jako je oxid uhličitý a metan. Tato zjištění poskytla cenné informace o chemickém složení a dynamice atmosféry horkých Jupiterů.
Předpokládá se, že planeta má nízké albedo, což znamená, že pohlcuje většinu dopadajícího světla. Pravděpodobně je také tidálně zamknutá ke své hvězdě, což znamená, že jedna strana planety je neustále přivrácená ke hvězdě, zatímco druhá zůstává trvale ve stínu.

## Objev
Objev exoplanety byl oznámen 6. října 1995 Michelem Mayorem a Didierem Quelozem z Ženevské univerzity na základě dat získaných z observatoře v Haute-Provence. Astronomové použili metodu radiálních rychlostí, která umožňuje detekovat gravitační vliv planety na její hvězdu. Tento objev vyvolal celosvětový zájem, protože šlo o první potvrzenou exoplanetu obíhající kolem hvězdy hlavní posloupnosti.
Objev byl následně potvrzen nezávislými týmy pomocí spektrografů na jiných observatořích, například na Lickově observatoři v Kalifornii. V roce 2019 obdrželi Michel Mayor a Didier Queloz za tento objev Nobelovu cenu za fyziku.

## Význam objevu
Objev 51 Pegasi b znamenal zásadní průlom ve výzkumu exoplanet. Ukázal, že planetární systémy nejsou ve vesmíru vzácné, jak se dříve předpokládalo, ale naopak běžné. Rovněž změnil tehdejší představy o formování planet, protože přítomnost tak masivní planety v těsné blízkosti hvězdy nebyla v souladu s existujícími modely.

## Další výzkum
V roce 2015 byly spektrografem HARPS detekovány možné stopy světla odraženého od planety. Přestože tato měření nebyla plně potvrzena, naznačila, že planeta má velmi nízké albedo.
V roce 2019 byla potvrzena přítomnost molekul vody v atmosféře planety, což naznačuje složité chemické procesy v atmosférách horkých Jupiterů.